# ميلتون غوف
ميلتون غوف (بالإنجليزية: Milton Goff)‏ هو مدير أكاديمي أمريكي، ولد في 17 ديسمبر 1831، وتوفي في 8 نوفمبر 1890.